# Nordische Badmintonmeisterschaft 1974
Die Nordische Badmintonmeisterschaft 1974 fand vom 16. bis zum 17. November 1974 in der norwegischen Hauptstadt Oslo statt. Es war die 13. Auflage dieser Veranstaltung.

## Sieger und Platzierte
| Disziplin    | Gold                              | Silber                                     | Bronze                                 |
| ------------ | --------------------------------- | ------------------------------------------ | -------------------------------------- |
| Herreneinzel | Svend Pri                         | Flemming Delfs                             | Thomas Kihlström                       |
| Herreneinzel | Svend Pri                         | Flemming Delfs                             | Sture Johnsson                         |
| Dameneinzel  | Lene Køppen                       | Anette Börjesson                           | Imre Rietveld Nielsen                  |
| Dameneinzel  | Lene Køppen                       | Anette Börjesson                           | Pernille Kaagaard                      |
| Herrendoppel | Poul Petersen Svend Pri           | Flemming Delfs Elo Hansen                  | Ola Eriksson Sture Johnsson            |
| Herrendoppel | Poul Petersen Svend Pri           | Flemming Delfs Elo Hansen                  | Bengt Fröman Thomas Kihlström          |
| Damendoppel  | Lene Køppen Imre Rietveld Nielsen | Anne Flindt Christiansen Pernille Kaagaard | Anette Börjesson Britt-Marie Larsson   |
| Damendoppel  | Lene Køppen Imre Rietveld Nielsen | Anne Flindt Christiansen Pernille Kaagaard | Helle Guldborg Hansen Susanne Johansen |
| Mixed        | Elo Hansen Pernille Kaagaard      | Poul Petersen Anne Flindt Christiansen     | Bengt Fröman Karin Lindquist           |
| Mixed        | Elo Hansen Pernille Kaagaard      | Poul Petersen Anne Flindt Christiansen     | Claes Nordin Britt-Marie Larsson       |

## Finalresultate
| Disziplin    | Sieger                            | Finalist                                   | Ergebnis            |
| ------------ | --------------------------------- | ------------------------------------------ | ------------------- |
| Herreneinzel | Svend Pri                         | Flemming Delfs                             | 9–15, 15–10, 15–5   |
| Dameneinzel  | Lene Køppen                       | Anette Börjesson                           | 11–1, 11–2          |
| Herrendoppel | Poul Petersen Svend Pri           | Flemming Delfs Elo Hansen                  | 15–10, 15–6         |
| Damendoppel  | Lene Køppen Imre Rietveld Nielsen | Anne Flindt Christiansen Pernille Kaagaard | 12–15, 15–10, 18–15 |
| Mixed        | Elo Hansen Pernille Kaagaard      | Poul Petersen Anne Flindt Christiansen     | 15–12, 15–12        |